# Sarayköy, Yalıhüyük
Sarayköy là một xã thuộc huyện Yalıhüyük, tỉnh Konya, Thổ Nhĩ Kỳ. Dân số thời điểm năm 2011 là 35 người.